# Helene Kaisen
Helene Franzisca Kaisen, geb. Schweida (* 11. Mai 1889 in Braunschweig; † 6. September (andere Quellen 5. September) 1973 in Bremen) war die politisch aktive Frau des ersten Nachkriegsbürgermeisters Bremens Wilhelm Kaisen.

## Biografie
Helene Kaisen war die Tochter des Tischlers und Sozialdemokraten Anton Schweida aus dem böhmischen Töschen und der posener Köchin Macianna Schweida, geb. Sobczyk. 1890 wurde der Vater im Zuge des Sozialistengesetzes wegen seiner gewerkschaftlichen und politischen Aktivitäten aus Braunschweig ausgewiesen und die Familie zog nach Bremen.

Nach Abschluss von Volks- und Handelsschule absolvierte sie eine kaufmännische Lehre und arbeitete bis 1912 als Buchhalterin. Sie war seit 1907 Mitglied der SPD und zunächst in der Sozialistischen Arbeiterjugend aktiv. 1912 wurde sie Beisitzerin im Vorstand der örtlichen SPD und übernahm im Anschluss daran diverse Parteiämter. 1913/1914 besuchte sie die Parteischule der SPD in Berlin, in ihrem Jahrgang war sie die einzige Frau von 81 Teilnehmern. Sie lernte Franz Mehring und Rosa Luxemburg als ihre Lehrer kennen. Auf der Parteischule begegnete sie dem Hamburger Wilhelm Kaisen, den sie am 1. Mai 1916 heiratete.
Während des Ersten Weltkrieges arbeitete sie im Zentral-Hilfs-Ausschuss des Roten Kreuzes mit. Seit 1916 wurde sie eine der Führerinnen der antimilitaristischen Bremer Frauenbewegung  und Mitglied der oppositionellen Jugendbewegung. Als Vorsitzende der Jugendkommission des Sozialdemokratischen Vereins gehörte sie dem linken Parteiflügel an. 1917 trat sie mit dieser Gruppe der USPD bei.
Nach dem Ersten Weltkrieg überzeugte sie ihren Mann, von Hamburg nach Bremen umzuziehen. Sie war wahrscheinlich Mitbegründerin des Ortsausschusses der Arbeiterwohlfahrt (AWO) und unterstützte die AWO während der Zeit der Weimarer Republik. Am Anfang der 1920er Jahre war sie neben Anna Stiegler einer der führenden Mitglieder der Sozialdemokratischen Bewegung in Bremen.
Ihr Mann war von 1928 bis 1933 Senator für Wohlfahrtspflege. Er wurde 1933 von den Nazis verfolgt und die Familie mit vier Kindern übernahm eine Siedlerstelle in Bremen-Borgfeld. Die Familie lebte dort in relativer Abgeschiedenheit. Helene Kaisen half besonders in der Nachkriegszeit Menschen bei Rechts- und sozialen Angelegenheiten.
Nach dem Zweiten Weltkrieg wurde Wilhelm Kaisen am 6. Juni 1945 Wohlfahrtssenator und am 1. August 1945 Bürgermeister und Präsident des Senats. Helene Kaisen setzte sich erneuert für die AWO ein. Sie war Vorsitzende des Vereins Nachbarschaftshaus Bremen zwischen 1951 und 1964.
Das Ehepaar Kaisen hatte zwei Töchter und zwei Söhne. Der älteste Sohn Niels fiel 1942 in Russland bei Kiet auf der Krim.
Sie wurde auf dem Riensberger Friedhof (Grablage F 164) beerdigt.

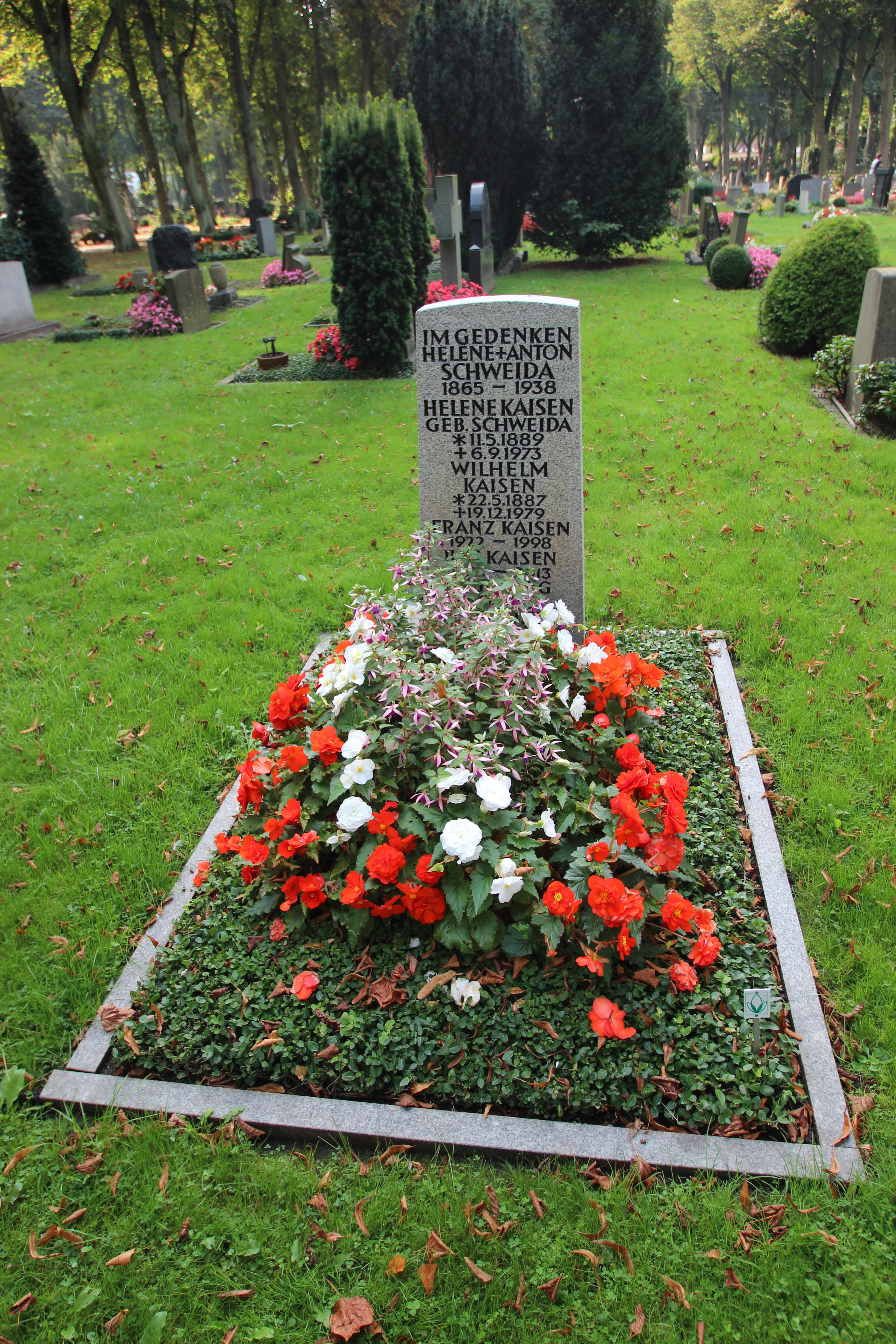
Grab von Wilhelm und Helene Kaisen auf dem Riensberger Friedhof (2014)

### Ehrungen
- An Helene Kaisen erinnern das Nachbarschaftshaus Helene Kaisen in Gröpelingen und das Kinder- und Jugendwohnheim Helene-Kaisen-Haus in Bremerhaven.
- Der Helene-Kaisen-Weg in der Neustadt wurde nach ihr benannt.
- Die Wilhelm und Helene Kaisen-Stiftung in ihrem Haus in Borgfeld trägt ihren Namen.
- Die SK Wilhelm Kaisen, ein 1978 gebauter Seenotrettungskreuzer der Deutschen Gesellschaft zur Rettung Schiffbrüchiger (DGzRS), wurde nach ihrem Mann benannt. Das Beiboot trug ihren Namen Helene.
- Die Helene-Kaisen-Grundschule von 2017/18 steht im Ortsteil Huckelriede.